# Thilafushi
Thilafushi (maledivsky: ތިލަފުށި) je umělý ostrov vytvořený ze skládky odpadů. Nachází se na západ od hlavního města Malé mezi ostrovy atolu Kaafu Giraavaru a Gulhifalhu v souostroví Malediv.

## Historie
Thilafushi byla původně laguna nazývaná Thilafalhu, která měla na délku 7 km a na šířku 200 metrů. Ostrov se stal skutečným po sérii diskuzí a snaze vyřešit odpadový problém hlavního města Malé. Rozhodnutí využít Thilafalhu jako skládku bylo učiněno 5. prosince 1991. První várka odpadků byla na Thilafushi z Malé dovezena 7. ledna 1992. Celá operace započala s užitím pouze 1 přistávacího člunu, 4 těžkých nákladních vozidel, 2 rypadel a 1 kolového nakladače.
Během prvních let skládkování byly vykopány jámy (zvané buňky) o velikosti 1060 m3. Vykopaný písek posloužil na vybudování zděných krytů okolo vnitřního obvodu buněk. Odpad z Malé byl uložen do středu buňky a následně zahrnut vrstvou stavebního odpadu a poté jednotně zarovnán s pískem. Z počátku se odpad vůbec netřídil, kvůli značnému množství, které bylo kvůli velké akumulaci odpadu nutno ihned uložit.

## Industrializace

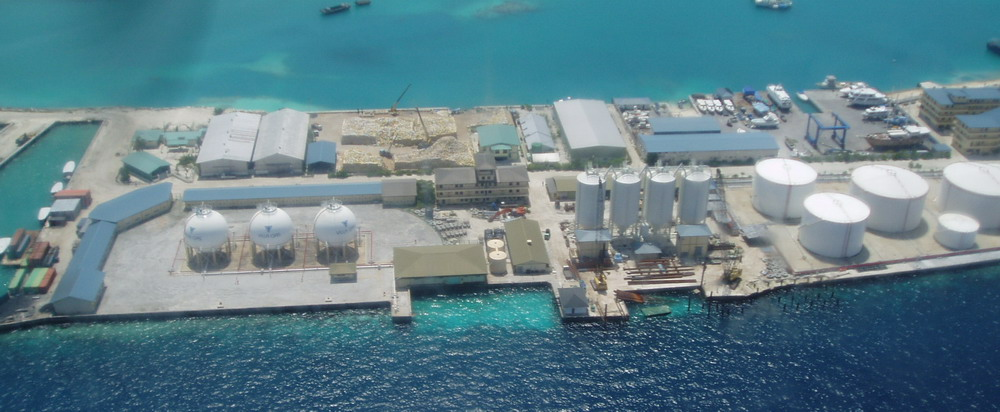
Thilafushi-2, oblast těžkého průmyslu

Dnes (2021) má Thilafushi rozlohu 0,43 km². Maledivská vláda sledovala růst umělého ostrova a v roce 1997 rozhodla, že bude ostrov pronajat podnikatelům se zájmem využít ostrov pro průmyslové účely. Z počátku zde bylo 22 nájemců. Za dalších 10 let se jejich počet zvýšil na 54, což vedlo i ke zvětšení ostrova a jeho využívané plochy, kde je generováno více než 100 000 000 dolarů ročně. V současné době jsou hlavními industriálními aktivitami na ostrově výroba lodí, balení cementu, lahvování metanu a různé skladování. Vláda také plánuje vybudování 50tunové spalovny.
V březnu 2015 se maledivská vláda rozhodla přesunout centrální komerční přístav z Malé do Thilafushi, tato dohoda ovšem nebyla dokončena.

## Dopad na životní prostředí
Ochránci životního prostředí tvrdí, že je na ostrov denně navezeno více než 330 tun odpadu, z čehož většina pochází z Malé. V roce 2005 bylo odhadováno, že je ročně na ostrov vyvezeno na 31 000 nákladních aut odpadu, jenž je navezen na obrovské hromady, které se následně užívají k rozšíření plochy ostrova. Na ostrově je uloženo tolik odpadu, že se rozrůstá o 1 m² denně.
Podle oficiálních statistik jediný turista vyprodukuje za den 3,5 kg odpadu, což je dvakrát více, než připadá na obyvatele Malé, a pětkrát více, než připadá na kohokoliv ze souostroví Malediv. Podle Shina Ahmeda, administrativního manažera The Thilafushi Corporation, to dohromady činí 300 až 400 tun odpadu, který je každý den vyvezen na ostrov.
Ali Rilwan, ochránce životního prostředí z Malé, řekl že „použité baterie, azbest, olovo a další potenciálně nebezpečné odpady smíchané s komunálním odpadem se dostávají do vody. Ačkoli se ve výsledku jedná jen o malou část, jsou tyto odpady zdrojem toxických těžkých kovů a jsou zdrojem vážného a stále se zhoršujícího ekologického problému Malediv“. Bluepeace, hlavní ekologické hnutí na Maledivách, nazval ostrov „toxickou bombou“.
Poté, co se objevily zprávy o ilegálních skládkách, byla správa přesunuta do rukou rady města Malé, aby bylo ujasněno, kdo je zodpovědný za ukládání odpadu. Rada města v roce 2011 podepsala smlouvu s indickou společností Tatva Global Renewable Energy, aby pomohla se správou ukládání odpadu. Ovšem dohoda nebyla nikdy aplikována kvůli byrokracii a politickému vměšování, což vyústilo v její zrušení.
V prosinci 2011 rada města Malé dočasně zakázala transport odpadu na Thilafushi kvůli nárůstu množství odpadu, který plaval v laguně a byl odnášen na moře. Příčina plovoucích odpadků byla přičtena „netrpělivým“ kapitánům lodí neschopných vyložit náklad odpadu.
Ve zprávě BBC z března 2012 byl ostrov odpadků popsán jako „apokalyptický“.